# Extensible 3D
Extensible 3D (X3D) est un format de fichier graphique et multimédia orienté 3D. Il a été créé par le consortium Web3D dans le but de succéder à VRML 2.0/97. Il fut normalisé par l'ISO en 2005.
X3D s'appuie sur une structuration de type graphe de scène et peut être exprimé à l'aide de trois syntaxes différentes, à savoir la syntaxe VRML classique, une syntaxe basée sur XML, et enfin une version binaire.
Actuellement, des API existent pour les langages Java et ECMAScript
Début 2005, de nombreuses entreprises ont quitté le consortium Web3D afin de créer leur propre technologie 3D basée sur XML :
- Intel avec U3D
- Microsoft avec XAML
- Dassault Systèmes avec 3D XML

Ces technologies ne sont cependant pas toutes aussi ouvertes, documentées et donc accessibles que VRML et X3D, qui sont disponibles gratuitement sur le web.
Les mondes X3D peuvent être visualisés à l'aide de visionneurs.

## Exemples
En enregistrant le code suivant dans une page HTML, à côté d'un fichier .x3d contenant un objet Blender, on obtient un exemple de page web en 3D :
```
<!DOCTYPE html>

<
html
>

  
<
head
>

    
<
meta
 
http-equiv
=
'Content-Type'
 
content
=
'text/html;charset=utf-8'
></
meta
>

    
<
link
 
rel
=
'stylesheet'
 
type
=
'text/css'
 
href
=
'http://www.x3dom.org/x3dom/release/x3dom.css'
></
link
>

    
<
script
 
type
=
'text/javascript'
 
src
=
'http://www.x3dom.org/x3dom/release/x3dom.js'
></
script
>

  
</
head
>

  
<
body
>

  
	
<
h1
>
Coordonnées brutes d'un triangle interactif
</
h1
>

	
<
X3D
 
profile
=
"Interchange"
 
version
=
"3.2"

		 
xmlns:xsd
=
"http://www.w3.org/2001/XMLSchema-instance"

		 
xsd:noNamespaceSchemaLocation
=
"http://www.web3d.org/specifications/x3d-3.2.xsd"
>

	 
<
Scene
>

	  
<
Shape
>

	    
<
IndexedFaceSet
 
coordIndex
=
"0 1 2"
>

	     
<
Coordinate
 
point
=
"0 0 0 1 0 0 0.5 1 0"
/>

	    
</
IndexedFaceSet
>

	  
</
Shape
>

	 
</
Scene
>

	
</
X3D
>

	
	
<
div
 
style
=
"clear:both;"
></
div
>

	
<
h1
>
Intégration d'un fichier x3d
</
h1
>

        
<
x3d
 
id
=
'someUniqueId'
 
showStat
=
'false'
 
showLog
=
'false'
 
x
=
'0px'
 
y
=
'0px'
 
width
=
'400px'
 
height
=
'400px'
>

         
<
scene
>

           
<
inline
 
url
=
'horse.x3d'
 
></
inline
>

         
<
scene
>

        
</
x3d
>

	
  
</
body
>

</
html
>

```

## Visionneurs X3D (pour la visualisation de fichiers X3D)
- OpenVRML Open Source (LGPL) et Multiplate-forme.

## Exemple de logiciels utilisant ce format
- X3D Fritz